# 크리스 세이빈
크리스 세이빈(영어: Chris Sabin, 1982년 2월 4일~)은 본명은 조슈아 조쉬 하터(영어: Joshua Josh Harter)다. 미국의 프로레슬링선수다. 키는 180cm 몸무게는 95kg이다.
2000년 프로레슬링 입문으로 피니쉬는 더블 해머락 파일드라이버, 퓨처 쇼크(크로스 레기드 피셔맨 버스터), 오버 이지(오버헤드 것런치 백브레이커 랙 드롭 DDT), 크레이들 쇼크(크로스 레기드 사모안 드라이버), 올 헤일 세이빈(크로스 레기드 싯아웃 스쿱 슬램 파일드라이버)로 사용을 한다. 2003년부터 2014년까지 TNA에서 활동했고, 현재는 RoH와 GFW에서 활동 중이다.

## 경력

### 임팩트 레슬링
- TNA 월드 헤비웨이트 챔피언 1회
- TNA X-디비전 챔피언 10회
- 임팩트 월드 태그팀 챔피언 3회
- TNA 6대 트리플크라운

### NJPW
- IWGP 주니어 헤비웨이트 태그팀 챔피언 1회
- 스트롱 오픈웨이트 태그팀 챔피언 1회

### ROH
- ROH 월드 태그팀 챔피언 1회

### WWE
- WWE 태그팀 챔피언 (신 버전) 1회

### 그 외 단체들
- AAW 태그팀 챔피언 1회
- BWCW 크루저웨이트 챔피언 1회
- BCW 캔 암 텔레비전 챔피언 2회
- CCW 태그팀 챔피언 1회
- DPW 월드스 태그팀 챔피언 1회
- Y 디비전 챔피언 1회
- GCW 태그팀 챔피언 1회
- GLAPW 주니어 헤비웨이트 챔피언 1회
- IWC 슈퍼 인디 챔피언 1회
- MCW 크루저웨이트 챔피언 2회
- MXPW 텔레비전 챔피언 1회
- MXPW 크루저웨이트 챔피언 2회
- MMWA 마퀴 헤비웨이트 챔피언 1회
- NWA 그레이트 레이크스 헤비웨이트 챔피언 1회
- NWA 인터내셔널 라이트웨이트 태그팀 챔피언 1회
- TCW 헤비웨이트 챔피언 1회
- UCW 라이트웨이트 챔피언 1회
- WWA 인터내셔널 크루저웨이트 챔피언 1회
- XICW 태그팀 챔피언 1회
- XICW 라이트 헤비웨이트 챔피언 1회